# Творчество (пьеса)
«Творчество» — древнегреческая комедия, которую приписывали драматургу Аристофану. Уже в античную эпоху это авторство начали оспаривать, современные антиковеды в нём не уверены. Дата постановки неизвестна. Текст пьесы практически полностью утрачен, сохранились только два коротких фрагмента, в общей сложности на три строки (фрг. 250—251). Один из них был найден на папирусном отрывке II века н. э.